# Aeroportul Erzincan
Aeroportul Erzincan (IATA: ERC, ICAO: LTCD) este un aeroport din Erzincan, Provincia Erzincan, Turcia ce deservește zona Erzincan. Aeroportul a fost tranzitat în 2022 de 297.515 pasageri. A fost deschis în 1988.
Situat la o altitudine de 1.153 m, aeroportul dispune de o singură pistă. Este operat de General Directorate of State Airports (Turkey)⁠(d).